# Meyronnes
Meyronnes è un comune francese soppresso e frazione del dipartimento delle Alpi dell'Alta Provenza della regione della Provenza-Alpi-Costa Azzurra. Dal 1º gennaio 2016 si è fuso con il comune di Larche per formare il nuovo comune di Val-d'Oronaye.
Si trova nella valle dell'Ubaye.

## Società

### Evoluzione demografica
Abitanti censiti